# Torsten Schmidt (ciclista)
Torsten Schmidt (Schwelm, 18 febbraio 1972) è un dirigente sportivo, ex ciclista su strada e pistard tedesco.

## Palmarès

### Strada
- 1988 (Juniores, una vittoria)

Campionati tedeschi, Prova in linea Juniores
- 1992 (Dilettanti, tre vittorie)

1ª tappa Tour DuPont
5ª tappa Olympia's Tour (Goor > Klazienaveen)
1ª tappa Tour du Hainaut (Leuze-en-Hainaut > Geel)
- 1994 (Dilettanti, due vittorie)

Rund um Köln Under-23
Delta Tour Zeeland Under-23
- 1998 (Team Chicky World, sei vittorie)

GP Théo Mulheims
2ª tappa Tour de Normandie (Forges-les-Eaux > Elbeuf)
Classifica generale Tour de Normandie
6ª tappa Giro della Bassa Sassonia (Osterode am Harz > Duderstadt)
Rund um Düren
6ª tappa - parte b Rheinland-Pfalz-Rundfahrt (Wittlich > Treviri)
- 1999 (Team Chicky World, cinque vittorie)

10ª tappa Vuelta a la Argentina
Route Adélie de Vitré
4ª tappa - parte b Giro della Bassa Sassonia (Königslutter am Elm, cronometro)
Classifica generale Giro della Bassa Sassonia
4ª tappa Hessen-Rundfahrt (Baunatal > Homberg)
- 2000 (Gerolsteiner, tre vittorie)

4ª tappa Giro della Bassa Sassonia (Osterode am Harz > Duderstadt)
Classifica generale Giro della Bassa Sassonia
Grand Prix EnBW (con Michael Rich)
- 2001 (Gerolsteiner, due vittorie)

2ª tappa Hessen-Rundfahrt
4ª tappa Rheinland-Pfalz-Rundfahrt (Bitburg > Bad Neuenahr-Ahrweiler)
- 2004 (Gerolsteiner, una vittoria)

4ª tappa Rheinland-Pfalz-Rundfahrt (Treviri > Saarburg)
- 2006 (Team Wiesenhof-Felt, una vittoria)

8ª tappa Corsa della Pace (Wernigerode > Hannover)

#### Altri successi
- 1993 (Dilettanti)

Campionati tedeschi, Cronosquadre (con Rüdiger Knispel e Jens Voigt)
- 1996 (Die Continentale-Olympia)

Bonn-Pützchen
Criterium Dortmund
Rund um die Burg
Criterium Schorndorf
Criterium Schwerte
- 1997 (Roslotto-ZG Mobili)

Criterium Dortmund
Criterium Gladbeck
- 1997 (Team Chicky World)

Rund um das Michelstädter Rathaus
- 1999 (Team Chicky World)

6ª tappa - parte a Tour de Normandie (Vire, cronosquadre)
- 2005 (Gerolsteiner)

Eindhoven Team Time Trial (cronosquadre)
Criterium Trier
- 2006 (Team Wiesenhof-Felt)

Criterium Radevormwald

### Pista
- 1988

Campionati tedeschi, Inseguimento a squadre Juniores (con Andreas Beikirch, Holger Starch e Lars Teutenberg)
- 1992

Campionati tedeschi, Americana Juniores (con Andreas Beikirch)

## Piazzamenti

### Grandi Giri
- Giro d'Italia

1997: 87º
2002: ritirato (7ª tappa)
- Tour de France

1997: 136º
2003: ritirato (13ª tappa)
- Vuelta a España

2005: ritirato (6ª tappa)

### Classiche monumento
- Giro delle Fiandre

2001: ritirato
2003: ritirato
- Parigi-Roubaix

2003: ritirato
- Liegi-Bastogne-Liegi

2002: 111º

### Competizioni mondiali
- Campionati del mondo su pista

Hamar 1993 - Inseguimento a squadre: 2º
- Campionati del mondo

Valkenburg 1998 - In linea Elite: 25º